# Christiane Jatahy
Christiane Jatahy (Rio de Janeiro,1968) é autora, diretora teatral, dramaturga e cineasta brasileira.  Formada em teatro e jornalismo com pós-graduação em arte e filosofia.

## Biografia
Seus trabalhos desde 2003 dialogam com distintas áreas artísticas. Montou diversas peças que transitam entre as fronteiras da realidade e da ficção, do ator e do personagem, do teatro e do cinema. 
Escreveu e dirigiu os seguintes trabalhos a partir de 2004: “Conjugado, A Falta que nos move ou Todas as histórias são ficção e Corte Seco. 
Criou e dirigiu o filme "A Falta que nos move" . filmado em 13 horas contínuas, sem corte, por três câmeras na mão. O material resultou em um longa metragem que participou de festivais de cinema nacionais e internacionais e permaneceu 12 semanas em cartaz nos cinemas brasileiros. O material bruto do filme foi exibido em três telas de cinema com projeções simultâneas, durante 13 horas continuas na Parque Lage, no Teatro São Luiz em Lisboa e no CentQuatre em Paris.
Criou e dirigiu em Londres o projeto “In the comfort of your home" um documentário/vídeo-instalação com performances de 30 artistas brasileiros em casas inglesas.
Aprofundando a relação entre o teatro e cinema, criou, “Julia”, adaptação da obra Senhorita Julia de Strindberg “Julia” é uma mistura de teatro e cinema ao vivo. A peça/filme foi apresentada nos principais festivais internacionais e teatros europeus. Por esse trabalho ganhou o Prêmio Shell de Melhor Direção em 2011.
Em 2013 desenvolveu o projeto de instalação audiovisual e documentário “Utopia.doc” em Paris, Frankfurt e São Paulo.
Estreou em 2014 a criação “E se elas fossem para Moscou?” a partir da obra “As três irmãs” de Anton Tchekhov  uma peça e um filme simultâneos mostrados em dois espaços distintos. Por esse trabalho ganhou os Prêmios Shell, Questão de Critica e APTR.
Fechando a trilogia que inclui Julia e E se elas fossem para Moscou?, criou em 2016 A Floresta que Anda  uma livre adaptação de Macbeth de Shakespeare, uma obra que conjuga; vídeo-instalação documental, performance e cinema ao vivo.
Em 2017, a convite da Comédie-Française  criou para a Salle Richelieu o espetáculo “A Regra do Jogo” baseado no filme homônimo de Jean Renoir  Neste mesmo ano, a convite do Festival Theater der Welt e do Thalia Theater de Hamburgo criou a instalação/ performance Moving People e uma versão do texto “Na solidão dos campos de algodão” de Bernard-Marie Koltès. 
Foi artista convidada na cidade de Lisboa em 2018, apresentando todos os seus trabalhos nos principais teatros e cinemas.
Em 2018, começou a desenvolver o díptico “Nossa Odisséia”, a partir da Odisseia de Homero  A primeira parte intitulada  estreou no Ódeon Théâtre de l’Europe em Paris, a segunda parte, agora que demora”,  foi filmada na Palestina, Líbano, África do Sul, Grécia e na Amazônia, é um filme que se constrói em diálogo com o teatro, e mistura a ficção grega com histórias reais de artistas refugiados. A criação, com produção do Théâtre National Wallonie Brussels e do SESC estreou em São Paulo em maio de 2019 no Festival d’Avignon em julho de 2019.
Em 2022, foi premiada pelo conjunto de sua carreira teatral, com o Leão de Ouro da Bienal de Veneza e anunciou a montagem de uma peça, baseada em Torto Arado de Itamar Vieira Junior. 
Atualmente, Christiane Jatahy, é artista associada do Odéon-Théâtre de L’Europe, do CENTQUATRE-PARIS, do Théâtre National Wallonie-Bruxelles  da Comédie de Genève e do Schauspielhaus Zürich.

## Espetáculos (seleção)
- 2004 : Conjugado
- 2005 : A falta que nos move
- 2010 : Corte Seco
- 2012 : Julia, adaptação de Menina Júlia de August Strindberg
- 2014 : E Se Elas Fossem para Moscou, adaptação das As Três Irmãs de Anton Tchekhov
- 2016 : A Floresta que anda, adaptação Macbeth de William Shakespeare
- 2017 : A Regra do Jogo, adaptação do filme de Jean Renoir, com a equipe da Comédie-Française
- 2018 : Itaca, a partir da Odisseia de Homero
- 2019 : O Agora que Demora
- 2022 : Depois do silêncio, adaptação de Torto arado de Itamar Vieira Junior
- 2024 : Hamlet, adaptação de Hamlet de  William Shakespeare

## Publicações
- 2016 : L'espace du commun / O espaço do comum, Christiane Jatahy & José Da Costa, Editora Publie.net
- 2017 : Fronteiras invisíveis: diálogos para criação de A floresta que anda, Editora Cobogó